# Žminj
Žminj (olaszul: Gimino) falu és község Horvátországban, Isztria megyében. Közigazgatásilag Balići I, Benčići, Cere, Debeljuhi, Domijanići, Gradišće, Gržini, Jurići, Karlovići, Klimni, Krajcar Breg, Krculi, Kresini, Križanci, Krničari, Kršanci, Laginji, Matijaši, Modrušani, Mužini, Orbanići, Pamići, Pifari, Prkačini, Pucići, Rudani, Šivati, Tomišići, Vadediji, Vidulini, Zeci és Žagrići települések tartoznak hozzá.

## Fekvése
Az Isztria középső részén, Labintól 20 km-re északnyugatra, Pazintól 15 km-re délre, a Pólát Pazinnal összekötő főút mentén, az A8-as autópálya közelében egy magaslaton fekszik. A község területéhez tartozó falvakkal együtt vidékét a helyiek Žminjštinának nevezik.

## Története
Žminj helyén már a történelem előtti időben erődített település állt. A vaskorban i. e. 2000 és 1000 között több lakott település is volt ezen a részen, melyről a Sveta Foška és Žminj területén talált cseréptöredékek is tanúskodnak. Valószínűleg a Draga lejtőin is vaskori falu volt, ahol abban az időben vízforrások törtek fel. A Žminjština feltételezhetően már a vaskorban fontos utak kereszteződésében feküdt, melyek a már akkor is meglevő nagyobb települések, Pićan, Stari Gočan, Gradina, Barban, Stari Pazin, Lindar, Vodnjan és Draga felé vezettek. Ezek az utak kisebb módosításokkal máig fennmaradtak. A szlávok a 7. században telepedtek le a Žminjština területén. A római korból megmaradt jó állapotú utaknak köszönhetően könnyen haladtak előre és szállták meg a meglevő településeket. A žminji alapiskola mellett, valamint Sveta Foškán a Draga lejtőin, a Vidonjak-tó körül és Mitrovici területén feltárt 9. és 10. századi sírok megerősítik a korai szláv lakosság itteni jelenlétét. A Vidulininál található Szent Agáta templom is állt már a 10. században, mely bizonyossá teszi, hogy körülötte szintén település volt.
Žminj első írásos említése 1178-ban III. Sándor pápa oklevelében történt „Zimino” alakban. A Žminjština a 12. század második felétől a pazini grófság része volt, de az igazságszolgáltatás a porecsi püspök alárendeltségébe tartozott. A középkori település ovális alaprajzú volt egy észak-déli irányú főutcával, melyből sugár irányban indultak ki a mellékutcák. Az utcák a várkastély, a központi tér és a plébániatemplom irányában emelkedtek. A települést eredetileg tornyokkal erősített védőfalak övezték. A pazini urbárium és más források is megerősítik, hogy Žminj a legfejlettebb települések közé tartozott. Művelték a környező földeket, működött a posta, a žminji vásárban gazdag felhozatal volt a mezőgazdasági terményekből, borokból és fából. Johann Weichard von Valvasor „Die Ehre deß Herzogthums Crain” című, a Krajna leírásáról szóló 1689-ben kiadott 15 kötetes művében Žminjt minden oldalról nyitott, gazdag, dombon álló településként írja le, melynek fő terményei a mezőkről, a gyümölcsösökből, a szőlőkből és az erdőkből származnak. Itt több a bor mint a víz, mely nem túl jó minőségű és nem nélkülözhetetlen az itteni élethez. A település alaprajzán és egyedülálló épületein jól látszik egykori erődített jellege. Másfelől a Žminjšina egyike a leggazdagabb szőlőhegyekkel és borkereskedelemmel rendelkező helyeknek. A 14. században a Žminjština területére újabb menekültek érkeztek a velenceiek által elpusztított isztriai településekről, majd később a török hódítás elől Dalmáciából is. A török ugyanis 1528-ban meghódította Likát és Korbáviát, elpusztítva több települést, köztük a térség egykori fővárosát Modrust. Nehéz időket élt át a település az uszkók háború (1615.-1617.) idején is. A velenceiek könyörtelenül kifosztották a fában és más természeti javakban gazdag Žminjštinát, bár végül nem került az uralmuk alá. A háborús sebek gyorsan begyógyultak és az Isztriát pusztító nagy járványok (kolera, malária) is megkímélték, mivel itt nem volt vizenyős a talaj ahol a járványt terjesztő szúnyogok elszaporodhattak volna. Žminj továbbra is fontos kereskedelmi központ maradt, jelentős fa-, hús-, sajt-, gabona-, bor-, gyümölcs- és takarmány kereskedelemmel. A 17. században a Žminjštinán mintegy 380 család élt, ami több mint ezer lakost jelentett.
1797-ben, a Velencei Köztársaság megszűnése után az Isztria francia uralom alá került. 1805-ben a franciáknak alárendelt Itáliai Királyság, majd 1809-től az Illír tartományok része lett. 1813-ban Habsburg uralom alá került, mely az első világháború végéig tartott. Ebben az időszakban az úthálózat jelentősen fejlődött, melyhez elsősorban a franciák járultak hozzá, akik rövid uralmuk alatt számos korszerű utat építettek. Ekkor újult meg a Pólából és Rovinjból Žminjen keresztül Pazin vezető főút is, mely a ma napig nagy szerepet játszik az Isztria közlekedésében. Az utak fejlesztése a posta fejlődéséhez is vezetett. Žminj postája 1841-ben, alapiskolája 1822-ben nyílt meg. A 19. században sok új betelepülő is érkezett akik főként a közeli kőbányákban dolgoztak. Az osztrákok folytatták a franciák által megkezdett útkorszerűsítéseket. Így épült meg 1847-ben a Žminj-Sveti Petar u Šumi út, melyet 1880-ban Tinjanig hosszabbítottak meg. A vasút 1876-os megépítését követően elkészült a 4 km hosszú Žminj – Pifari út, mely biztosította a Žminjština jobb vasúti összeköttetését. A 19. század második felében fellendült a társadalmi és gazdasági fejlődés, mely az Isztriára is kihatott. Újabb utak, vasutak, kikötők épültek, megszűnt a hűbérúri rendszer, a bécsi udvar újabb reformokat vezetett be. Žminj fontos forgalmi és kereskedelmi központ lett. Éves vásárait hagyományosan február 13-án, augusztus 24-én és november 11-én tartották. Ezen alkalmakkor sok ember tartózkodott a településen, amelyről a vendéglők, szállók és kiadott szobák nagy száma tanúskodik. Fejlett volt a kézművesség is, melyet a pékek, asztalosok, ácsok, kovácsok, cipészek, takácsok stb. képviseltek. Jelentősen fejlődött a kőbányászat is, messze földön ismert volt az itt bányászott žminji „škarpelini”. 1905-ben közösségi ház, 1907-ben gőzmalom épült. 1906-ban megalapították a helyi olvasókört. A Žminjšinának 1857-ben 3637, a településnek 1910-ben 844 lakosa volt. A fejlődésnek a világháború vetett véget.
Az első világháború után a rapallói szerződés értelmében Isztria az Olasz Királysághoz került. A legnehezebb időket 1928 és 1930 között a gazdasági világválság idején élte át. Ekkor sok helybeli vándorolt ki Amerikába és a világ más részeire. Az 1930-as évek közepére a gazdasági helyzet már jelentősen javult, mindenekelőtt a rašai bányák fejlesztése, a kereskedelem fellendülése miatt. Megindult az autóbuszforgalom, egyre több autó és motorkerékpár járt az utakon. 1928-tól Žminjt autóbuszjárat kötötte össze Trieszttel és Pólával. 1929. január 12-én megkezdődött az áramszolgáltatás. A második világháború idején Žminj és a Žminjština sokat szenvedett a bombázások és a németek erőszakoskodása miatt. Az Isztria az 1943-as olasz kapituláció után szabadult meg az olasz uralomtól, de Žminj csak 1945. május 7-én szabadult fel végleg. A második világháború után Jugoszlávia, majd Jugoszlávia felbomlása után 1991-ben a független Horvátország része lett. Žminj község 1993-ban alakult meg. 2011-ben a falunak 795, a községnek összesen 3470 lakosa volt.

## Lakosság
| Lakosság változása | Lakosság változása | Lakosság változása | Lakosság változása | Lakosság változása | Lakosság változása | Lakosság változása | Lakosság változása | Lakosság változása | Lakosság változása | Lakosság változása | Lakosság változása | Lakosság változása | Lakosság változása | Lakosság változása | Lakosság változása |
| ------------------ | ------------------ | ------------------ | ------------------ | ------------------ | ------------------ | ------------------ | ------------------ | ------------------ | ------------------ | ------------------ | ------------------ | ------------------ | ------------------ | ------------------ | ------------------ |
| 1857               | 1869               | 1880               | 1890               | 1900               | 1910               | 1921               | 1931               | 1948               | 1953               | 1961               | 1971               | 1981               | 1991               | 2001               | 2011               |
| 3637               | 3700               | 893                | 846                | 874                | 844                | 5142               | 5217               | 474                | 488                | 484                | 470                | 599                | 676                | 722                | 795                |

## Nevezetességei
- A település középkori védelmi rendszeréből fennmaradt a vár északkeleti hengeres tornya, mely a 15. században épült.[4]
- Mihály arkangyal tiszteletére szentelt plébániatemploma a 12. században épült. 1625 és 1718 között barokk stílusban építették át, majd 1767-ben megújították. Az egyhajós templomnak hat mellékkápolnája van, melyek 1632 és 1635, illetve 1709 és 1713 között épültek. A délkeleti gótikus Szentháromság kápolna[5] a 15. században épült. Falfestményei 1471-ben készültek, ismeretlen osztrák mester alkotásai. Homlokzata 1717-ben készült el a krajinai templomok mintájára. A homlokzat felső részén három, kőből faragott szobor áll, középen Szent Mihály főangyal szobrával. Harangtornya 34 méter magas, két harang van benne. A főoltár márványból készült, Szent Mihályt ábrázoló oltárképe velencei mester munkája. Értékes még Z. Ventura két festménye, Szűz Mária szentekkel és Szűz Mária bemutatása a templomban a 17. század elejéről, a fából faragott Pásztorok imádása 1690-ből, és egy gótikus feszület a 14. század második feléből. A sekrestyében 16–18. századi miseruhákból és 15–18. századi liturgikus tárgyakból álló gyűjteményt őriznek.
- Szent Antal tiszteletére szentelt templomát[6] 1381-ben építette Armirigus mester, a 14. század végén készült freskói ismeretlen velencei mester munkái. A templomot 1910-ben restaurálták
- A plébániatemplomtól délre található a 19. század második felében épített két kútkávás ciszterna és a reneszánsz 16. századi palota az 1658-as évszámmal és Loyolai Szent Ignác domborművével.
- A településtől északkeletre áll az egyhajós Szent Fosca-templom.[7] Egyhajós épület, téglalap alaprajzú, hosszúkás hajóval és négyszög alaprajzú szentéllyel. Főfalának alsó része lizénákkal tagolt, míg a déli homlokzat román tranzénás ablakai korai keresztény hatást tükröznek. Nyolcszögletű dobban és piramis alakú sisakban végződő harangtornya a templom homlokzatának nyugati oldalán található. A templom több építési fázist mutat. Az eredeti, félköríves apszissal rendelkező templom a 8. század végén, vagy 9. században épült a 6. századból származó ókeresztény templom alapjain. A 17. és a 18. század folyamán többször átépítették, végső formáját pedig a 18. század közepe előtt kapta meg.
- A Szent Bertalan templom a 16. században épült, 1721-ben renoválták. Oltárán patrónusának két oldalán Szent Péter és Pál apostolok ábrázolása látható.
- A Szent Kereszt tiszteletére szentelt temetőkápolnája a 17. században épült, 1964-ben megújították.
- A Kálváriahegyen álló kőkereszteket és szobrokat, valamint a keresztutat 1720-ban készítették.
- Délre a Svetvinčenat felé vezető út mellett álló Tengerek Szent Istenanyja templomot (crkva Majke Božje od Svetomora) egy 12. századi templom helyén 1723-ban építették, története során többször átépítették. Érdekességei a loggia alakos tartóoszlopai. Harangtornya 18 méter magas, hátoldalán egykori hozzáépítés maradványai láthatók.
- Žminjtől délkeletre, a Petešićeva ograda nevű mezőn található a Szent Jakab-templom.[8] Egyhajós épület, téglalap alaprajzzal és egyenes záródású apszissal. Szabályosan faragott kőtömbökből épült. A homlokzatot egy félköríves portál tagolja, amelybe az MDCXXXIII. évszám van bevésve, két oldalán pedig két, téglalap alakú ablak található. A homlokzat oromfalát harangdúc zárja. A belső falakon két építési fázisból származó vakolat és falfestés nyoma maradt meg. Tipológiai jellemzői alapján az épület eredetileg román stílusú volt, amelyet valószínűleg 1633-ban (az uszkók-háború befejezése után) építettek át, amikor a homlokzat ablakait kialakították.

## Galéria
- Žminj ábrázolása Valvasor művében
- A plébániatemplom homlokzata
- A plébániatemplom oldalról a harangtoronnyal
- A központ részlete
- A harangtorony
- A település bejárata

## Fordítás
- Ez a szócikk részben vagy egészben  a(z)   Žminj című horvát Wikipédia-szócikk ezen változatának fordításán alapul.  Az eredeti cikk szerkesztőit annak laptörténete sorolja fel. Ez a jelzés csupán a megfogalmazás eredetét és a szerzői jogokat jelzi, nem szolgál a cikkben szereplő információk forrásmegjelöléseként.